# Amphioplus spinosus
Amphioplus spinosus är en ormstjärneart som beskrevs av Cherbonnier och Guille 1978. Amphioplus spinosus ingår i släktet Amphioplus och familjen trådormstjärnor. Inga underarter finns listade i Catalogue of Life.